# Area micropolitana di Safford

Localizzazione dell'area micropolitana

L'area micropolitana di Safford è un'area micropolitana degli Stati Uniti d'America che comprende la città di Safford nello stato dell'Arizona, oltre alle zone limitrofe.
L'area micropolitana di Safford ha una popolazione di 37.220 (censimento 2010). L'area micropolitana, come definito dall'Ufficio per la gestione e il bilancio, si compone di una sola contea, nell'Arizona. Oltre alla città principale, la contea consiste principalmente di comunità rurali, la maggior parte delle quali hanno una popolazione inferiori ai 1 000 abitanti.

## Contee
- Contea di Graham

## Città principali
- Safford (9 566 abitanti)
- Thatcher (4 865 abitanti)
- Swift Trail Junction (2 935 abitanti)

## Demografia
Al censimento del 2000, risultarono 42,036 abitanti, 13,233  nuclei familiari e 9,883 famiglie residenti nell'area micropolitana. La composizione etnica dell'area è 68.54% bianchi, 1.59% neri o afroamericani, 12.24% nativi americani, 0.48% asiatici, 0.04% isolani del Pacifico, 14.71% di altre razze e 30.30% ispanici e latino-americani.
Il reddito medio di un nucleo familiare è di $34,526 mentre per le famiglie è di $38,970. Gli uomini hanno un reddito medio di $34,738 contro $22,036 delle donne. Il reddito pro capite dell'area è di $13,977.
| Area micropolitana di Safford Popolazione |        |
| 2000                                      | 42.036 |
| 2010                                      | 37.220 |